# Quế Xuân 1
Quế Xuân 1 là một xã thuộc huyện Quế Sơn, tỉnh Quảng Nam, Việt Nam.

## Địa lý
Xã Quế Xuân 1 nằm ở phía bắc huyện Quế Sơn, có vị trí địa lý:
- Phía đông, tây, bắc giáp huyện Duy Xuyên
- Phía nam giáp xã Quế Xuân 2 và xã Quế Phú.

Xã Quế Xuân 1 có diện tích 8,21 km², dân số năm 2019 là 7.598 người, mật độ dân số đạt 926 người/km².

## Hành chính
Xã Quế Xuân 1 được chia thành 7 thôn: Bà Rén, Dưỡng Mông, Phù Sa, Thạnh Hòa, Xuân Phú, Dưỡng Xuân, Trung Vĩnh.

## Lịch sử
Xã được thành lập năm 2004, trên cơ sở các thôn 1, 2, 3A, 3B, 4, 5, 11, 12, và thôn Bà Rén của xã Quế Xuân (cũ).
Năm 2004, đổi tên thôn, theo đó:
- Thôn 1 đổi tên thành Thạnh Hòa
- Thôn 2 đổi tên thành Thạnh Mỹ
- Thôn 3A và thôn 3B đổi tên thành Dưỡng Mông Đông và Dưỡng Mông Tây
- Thôn 4 đổi tên thành Xuân Phú
- Thôn 5 đổi tên thành Dưỡng Xuân
- Thôn 11 đổi tên thành Trung Vĩnh
- Thôn 12 đổi tên thành Phù Sa

Năm 2018, Hội đồng nhân dân tỉnh Quảng Nam ban hành Nghị quyết 42/NQ-HĐND về thành lập thôn, tổ dân phố ở tỉnh Quảng Nam. Theo đó, sắp xếp các thôn ở xã Quế Xuân 1 như sau:
- Sát nhập thôn Thạnh Mỹ vào thôn Bà Rén
- Sát nhập thôn Dưỡng Mông Đông và Dưỡng Mông Tây thành thôn Dưỡng Mông.